# Lijst van onderscheidingen van prinses Margriet der Nederlanden
Prinses Margriet der Nederlanden, prinses van Oranje-Nassau, prinses van Lippe-Biesterfeld werd met tal van hoge onderscheidingen geëerd. Naast de onderscheidingen die haar als prinses der Nederlanden om protocolaire redenen werden verleend zijn er opvallende onderscheidingen die zij voor haar werk voor het Rode Kruis heeft gekregen.

## Nederlandse onderscheidingen
- Inhuldigingsmedaille 1948
- Grootkruis in de Orde van de Nederlandse Leeuw
- Grootkruis in de Huisorde van Oranje
- Herinneringsmedaille zilveren bruiloft 1962
- Huwelijksmedaille 1966
- Inhuldigingsmedaille 1980
- Huwelijksmedaille 2002

## Buitenlandse onderscheidingen
- Grootkruis in de Kroonorde van België
- Grootkruis Eerste Klasse in de Orde van Verdienste van de Bondsrepubliek Duitsland
- Grootkruis in de Orde van de Witte Roos van Finland
- Grootkruis in de Nationale Orde van Verdienste van Frankrijk
- Grootkruis in de Orde van Verdienste van Italië
- Grootkruis in de Nationale Orde van Ivoorkust
- Grootkruis in de Orde van de Kostbare Kroon van Japan
- Grootkruis in de Orde van Verdienste van Kameroen
- Grootkruis in de Orde van de Eikenkroon van Luxemburg
- Grootkruis Eerste Klasse in de Orde van de Azteekse Adelaar van Mexico
- Grootkruis in de Orde van Sint-Olaf van Noorwegen
- Grootkruis in de Militaire Orde van Christus van Portugal
- Grootkruis in de Orde van de 23e Augustus van Roemenië
- Grootkruis in de Nationale Orde van de Leeuw van Senegal
- Grootkruis in de Orde van Isabella de Katholieke van Spanje
- Grootlint in de Ere-Orde van de Gele Ster van Suriname
- Grootkruis in de Orde van de Bevrijder van Venezuela
- Grootkruis in de Orde van de Poolster van Zweden
- Grootkruis in de Orde van Burgerlijke en Militaire Verdienste van Adolf van Nassau van Luxemburg
- Herinneringsmedaille huwelijk Erfgroothertog en erfgroothertogin van Luxemburg

## Eretekens van het Rode Kruis
- Ereteken van het Duitse Rode Kruis
- Ereteken van het Canadese Rode Kruis
- Ereteken van het Japanse Rode Kruis
- Ereteken van het Libanese Rode Kruis
- Ereteken van het Turkse Rode Kruis
- Ereteken van het Vietnamese Rode Kruis

Wilhelm II van Duitsland ·
Manfred von Richthofen ·
maarschalk Stalin ·
Hermann Göring ·
maarschalk Tito ·
koningin Juliana der Nederlanden ·
prins Bernhard der Nederlanden ·
Elizabeth II ·
koning Boudewijn der Belgen ·
prinses Beatrix der Nederlanden ·
prinses Margriet der Nederlanden ·
koning Willem-Alexander der Nederlanden ·
prins Hendrik der Nederlanden

Zie ook: Ridderorde